# Thilo Bechstädt
Thilo Bechstädt (* 1944) ist ein deutscher Geologe.

## Leben
Thilo Bechstädt studierte Geologie und Mineralogie an der Universität Innsbruck und wurde dort 1972 mit einer Arbeit über die Faziesentwicklung von Sedimenten der mittleren Trias in den nördlichen Dolomiten promoviert. Noch während des Studiums arbeitete er für Irish Base Metals als Explorationsgeologe in den Alpen. Danach war er wissenschaftlicher Mitarbeiter in Innsbruck, Freiburg und München (ab 1974), wo er sich 1978 über Geologie und Tektonik des Drauzugs in Kärnten habilitierte, wofür er den Hermann Credner Preis erhielt (unter anderem Diagenese und Bildung der Blei-Zink-Erzlagerstätten). Von  1978 bis 1981 arbeitete er als Erdölgeologe für die Firma Deminex (Deutsche Mineralöl-Explorationsgesellschaft mbH) in Vietnam und Libyen. 1982 wurde er Professor für Fazieskunde und Historische Geologie an der Universität Freiburg und 1991 Professor für Sedimentgeologie und einer von zwei Direktoren des Geologisch-Paläontologischen Instituts der Universität Heidelberg. 2009 wurde er in Heidelberg emeritiert. Von 2010 bis 2016 war er Professor für Erdölgeologie an der Jagiellonischen Universität in Krakau.
Er befasst sich insbesondere mit Sedimentgesteinen (Karbonate) des Kambriums und der Trias aus dem Mittelmeerraum, den Alpen und Namibia, deren Faziesanalyse und Diagenese. Er untersuchte den Einfluss von Meeresspiegelschwankungen und des Klimas in proterozoischen bis mesozoischen Abfolgen (zum Beispiel Schneeball Erde, untersucht im Proterozoikum Namibias) auf die Sedimente, mit der Analyse und Simulation von Beckenablagerungen, er untersuchte Dolomitisierung und Entstehung von Blei-Zink-Erzen in Sedimenten.
2000 bis 2004 war er Hauptgutachter Geologie und Paläontologie bei der Deutschen Forschungsgemeinschaft. In Heidelberg war er einer der Mitgründer von GeoResources, das geologisches Wissen für die Industrie vermitteln soll (Erdöl, Erdgas, Geothermie). 2004 bis 2008 war er Leiter Zentraleuropa der Society for Sedimentary Geology.
1978 erhielt er den Hermann-Credner-Preis und 2012 die Hans-Stille-Medaille.